# General (Bolgarija)
General (bolgarsko Генерал) je najvišji (štirizvezdni) generalski vojaški čin v Bolgarski kopenski vojski in Bolgarskem vojnem letalstvu; uvršča se v Natov razred OF-09. Enakovreden je činu admirala v Bolgarski vojni mornarici. Nadrejen je činu generalporočnika.
Čin je bil ustanovljen leta 2000 s spremembo Zakona o obrambi in Oboroženih silah Republike Bolgarije in je enakovreden istočasno ukinjenemu činu generala armade. 
Oznaka čina je sestavljena iz štirih zvezd.
Po trenutni zakonodaji je starostna omejitev za generalmajorja 60 let. 